# Pseudobracca picata
Pseudobracca picata är en fjärilsart som beskrevs av Alfred Ernest Wileman. Pseudobracca picata ingår i släktet Pseudobracca och familjen mätare. Inga underarter finns listade i Catalogue of Life.